# 福島河川国道事務所
福島河川国道事務所（ふくしまかせんこくどうじむしょ）は、国土交通省の地方支分部局である地方整備局の出先機関一つ。福島県の一級河川、県北部の国道、砂防を管轄する。

## 所在地
- 本局所在地：福島県福島市黒岩字榎平36
- 河川出張所
  - 郡山出張所：福島県郡山市富久山町久保田字中台12
  - 伏黒出張所：福島県伊達市箱崎字中32-1
- 阿武隈川上流緊急治水対策出張所：福島県須賀川市花岡34-2（須賀川市産業会館2F）
- 国道出張所
  - 福島国道維持出張所：福島県福島市黒岩字浅井11
  - 東北中央道維持出張所：福島県福島市北沢又字川下釜8-10
  - 栗子国道維持出張所：山形県米沢市板谷字鎌沢529-20
- 砂防出張所
  - 吾妻山山系砂防出張所：福島県福島市町庭坂字遠原三3-4

## 沿革
- 1919年（大正8年）11月17日 - 阿武隈川直轄改修事業の開始により、内務省仙台土木出張所に、阿武隈川改修事務所を創設。庁舎は福島市万世町。
- 1920年（大正9年）4月4日 - 新庁舎が福島市清明町に完成し移転。
- 1931年（昭和6年）4月11日 - 国道4号、13号の改築事業施行のため、福島市杉妻町の県議会議事堂の一室に、福島国道改良事務所を仮設置。
- 1933年（昭和8年）4月24日 - 万世大路（国道13号）の改築事業施行のため、福島国道改良事務所が阿武隈川河川改修事務所内に併設され、職員の配置転換を実施。
- 1936年（昭和11年）7月1日 - 阿武隈川水系荒川流域が、直轄砂防施工区域に編入され、荒川砂防事業の開始により、土湯村（現在の福島市土湯温泉町）に内務省荒川砂防工場を設置。荒川第1堰堤着手。
- 1937年（昭和12年）1月15日 - 名称を、阿武隈川上流事務所と改称。〈荒川〉 荒川第1堰堤完成。
- 1938年（昭和13年）
  - 8月15日 - 阿武隈川災害復旧事業のため、福島国道改良事務所は一時廃止となる。
  - 9月10日 - 名称を、阿武隈川福島改修事務所と改称。
- 1940年（昭和15年）〈荒川〉 荒川第3堰堤完成。
- 1941年（昭和16年）〈荒川〉 荒川第2堰堤完成。
- 1943年（昭和18年）4月1日 - 名称を、阿武隈川工事事務所と改称。
- 1946年（昭和21年）12月1日 - 荒川砂防工場を事務所内に併置。〈荒川〉 川上第1堰堤完成。〈荒川〉 川上護岸完成。
- 1947年（昭和22年）〈荒川〉 荒川第1堰堤補修完成。〈荒川〉 天沼第1護岸完成。
- 1948年（昭和23年）
  - 2月1日 - 名称を、阿武隈川上流工事事務所と改称。
  - 10月1日 - 建設省設置法に基づき、各工場は出張所と改称。
  - 〈荒川〉 東鴉川第2堰堤完成。
- 1949年（昭和24年）1月1日 - 荒川砂防工場を、阿武隈川上流工事事務所所管の出張所に統合。
- 1950年（昭和25年）11月1日 - 阿武隈川水系松川流域を、直轄砂防施工区域に編入。松川砂防事業の開始により、大笹生村役場2階に、松川砂防出張所を設置。〈荒川〉 荒川第6堰堤完成。〈荒川〉 東鴉川第1堰堤完成。
- 1951年（昭和26年）〈荒川〉 荒川第7堰堤完成。松川砂防出張所庁舎、大笹生村に設置。
- 1952年（昭和27年）5月1日 - 国道4号の改良工事を担当することとなり、建設省東北地方建設局福島工事事務所と改称。〈荒川〉 荒川第8堰堤完成。松川砂防出張所位置変更。（山形県米沢市板谷へ移転）〈荒川〉 東鴉川第3堰堤完成。〈松川〉 松川第1堰堤完成。
- 1953年（昭和28年）〈荒川〉 荒川第5堰堤完成。
- 1954年（昭和29年）〈荒川〉 塩の川第1堰堤完成。〈松川〉 蟹ヶ沢第1副堰堤完成。
- 1956年（昭和31年）〈荒川〉 塩の川第4堰堤完成。〈松川〉 蟹ヶ沢第3堰堤完成。
- 1957年（昭和32年）〈荒川〉 東鴉川第4堰堤完成。
- 1958年（昭和33年）〈松川〉 蟹ヶ沢第1堰堤完成。
- 1959年（昭和34年）8月20日 - 福島市清明町に新庁舎が完成し移転。松川砂防出張所位置変更。（板谷地内にて変更）〈松川〉 蟹ヶ沢第5堰堤完成。
- 1960年（昭和35年）〈荒川〉 東鴉川第1床固堰堤完成。
- 1963年（昭和38年）〈荒川〉 東鴉川第3床固堰堤完成。
- 1965年（昭和40年）〈荒川〉 荒川第10堰堤完成、東鴉川第2床固工完成。松川砂防出張所板谷から庭坂へ移転。
- 1966年（昭和41年）〈荒川〉 荒川第9堰堤完成。〈松川〉 前川第2堰堤完成。
- 1968年（昭和43年）〈荒川〉 蟹ヶ沢第2堰堤完成。
- 1970年（昭和45年）〈荒川〉 東鴉川第4床固工完成。
- 1972年（昭和47年）〈荒川〉 荒川第11堰堤完成、東鴉川第5堰堤完成。
- 1975年（昭和50年）8月1日 - 福島市黒岩の現在地に新庁舎が完成し移転。
- 1976年（昭和51年）〈荒川〉 塩の川第2堰堤完成。
- 1977年（昭和52年）7月18日 - 阿武隈川水系須川流域を、直轄砂防区域に編入し、須川砂防事業を開始。〈荒川〉 東鴉川階段工第5堰堤完成。
- 1978年（昭和53年）〈荒川〉 東鴉川階段工第6堰堤完成。〈松川〉 蟹ヶ沢第6堰堤完成。〈須川〉 不動沢第1堰堤完成。
- 1979年（昭和54年）〈荒川〉 東鴉川階段工第7堰堤完成。〈須川〉 白津川第3堰堤完成。
- 1980年（昭和55年）〈須川〉 水沢第3堰堤完成。
- 1981年（昭和56年）〈松川〉 蟹ヶ沢第4堰堤完成。
- 1983年（昭和58年）〈荒川〉 東鴉川第6堰堤完成。荒川橋完成。
- 1984年（昭和59年）〈荒川〉 荒川第12堰堤完成。〈須川〉 鍛冶屋川第3堰堤完成。
- 1985年（昭和60年）〈松川〉 蟹ヶ沢第7堰堤完成。〈須川〉 姥滝沢第4堰堤完成。
- 1986年（昭和61年）〈荒川〉 塩の川第3堰堤完成。
- 1987年（昭和62年）〈松川〉 前川第7堰堤完成。〈須川〉 鍛冶屋川第4堰堤完成。
- 1989年（平成元年）直轄火山砂防事業で実施
- 1990年（平成2年）〈須川〉 姥滝沢第5堰堤完成、 天戸川第1堰堤完成。
- 1991年（平成3年）〈松川〉 松川第4堰堤完成。
- 1994年（平成6年）〈松川〉 前川第6堰堤完成。〈須川〉 不動沢第2堰堤完成。
- 1995年（平成7年）〈松川〉 蟹ヶ沢第9堰堤完成。〈須川〉 鍛冶屋川第1堰堤完成。
- 1997年（平成9年）〈松川〉姥湯床固工完成。
- 1999年（平成11年）〈荒川〉荒川流路工概成、東鴉川第2堰堤改築、塩の川第5堰堤完成。〈松川〉蟹ヶ沢第10堰堤完成、板谷第1堰堤完成。〈須川〉白津川第2堰堤完成。
- 2000年（平成12年）〈荒川〉塩の川第1副堰堤完成。
- 2001年（平成13年）1月6日 - 国土交通省設置法により、国土交通省東北地方整備局福島工事事務所と改称。
- 2001年（平成13年）〈荒川〉東鴉川第3副堰堤完成、東鴉川階段工第6堰堤補修。
- 2002年（平成14年）〈荒川〉荒川第13堰堤完成、川上第1副堰堤完成。〈松川〉蟹ヶ沢第7堰堤（嵩上・腹付）完成。
- 2003年（平成15年）4月1日 - 地方整備局組織規則の改正により、国土交通省東北地方整備局福島河川国道事務所と改称。
- 2004年（平成16年）〈須川〉高湯第1堰堤完成。
- 2005年（平成17年）〈須川〉須川第1堰堤完成。〈松川〉袖川第1堰堤完成。
- 2007年（平成19年）〈荒川〉荒川遊砂地完成。
- 2009年（平成21年）4月1日 - 組織の再編により、荒川砂防出張所と松川砂防出張所が統合され、吾妻山山系砂防出張所と改称。旧荒川砂防出張所と旧松川砂防出張所は吾妻山山系砂防出張所の本庁舎、松川庁舎となる[1]。
- 2011年（平成23年）〈須川〉須川第2堰堤完成。
- 2014年（平成26年）〈松川〉松川流路工完成。
- 2016年（平成28年）〈松川〉松川遊砂地完成。
- 2017年（平成29年）4月1日 - 組織の再編により、信夫山国道出張所が廃止され、新たに東北中央道維持出張所を設置。
- 2017年（平成29年）〈須川〉不動沢第3堰堤完成。
- 2019年（令和1年）11月22日 - 令和元年東日本台風による甚大な被災からの災害復旧を迅速かつ効率的に推進するため、阿武隈川上流緊急治水対策出張所を設置。
- 2019年（令和元年）〈須川〉不動沢第4堰堤完成。
- 2020年（令和2年）〈須川〉下高湯沢第1堰堤完成。
- 2021年（令和3年）〈荒川〉塩の川第7堰堤完成。
- 2025年（令和5年）12月1日 - 吾妻山山系砂防出張所の本庁舎機能を松川庁舎へ移転[1]。

## 管轄区間

### 直轄河川管理区間
| 河川名   |        | 住所                                                    | 延長      |
| -------- | ------ | ------------------------------------------------------- | --------- |
| 阿武隈川 | 上流端 | 左岸：西白河郡矢吹町中沖727番1地先の県道橋下流端        | 115.065km |
| 阿武隈川 | 上流端 | 右岸：石川郡玉川村大字小高字石場37番7地先の県道橋下流端 | 115.065km |
| 阿武隈川 | 下流端 | 宮城県との県境                                          | 115.065km |
| 広瀬川   | 上流端 | 左岸：伊達市梁川町字上川原16番の1地先                   | 2.13km    |
| 広瀬川   | 上流端 | 右岸：伊達市梁川町字鶴ヶ岡16番の1地先                   | 2.13km    |
| 広瀬川   | 下流端 | 阿武隈川への合流点                                      | 2.13km    |
| 摺上川   | 上流端 | 伊達市諏訪前1番地先の道路橋                             | 0.80km    |
| 摺上川   | 下流端 | 阿武隈川への合流点                                      | 0.80km    |
| 松川     | 上流端 | 福島市本内字松川畑2番の4地先の国道橋                    | 0.70km    |
| 松川     | 下流端 | 阿武隈川への合流点                                      | 0.70km    |
| 荒川     | 上流端 | 左岸：福島市佐原字山神前3番の1地先                      | 13.00km   |
| 荒川     | 上流端 | 右岸：福島市荒井字地蔵原61番地先                        | 13.00km   |
| 荒川     | 下流端 | 阿武隈川への合流点                                      | 13.00km   |
| 笹原川   | 上流端 | 左岸：郡山市安積町荒井字道場67番の4地先                 | 1.41km    |
| 笹原川   | 上流端 | 右岸：郡山市安積町笹川字広町28番の1地先                 | 1.41km    |
| 笹原川   | 下流端 | 阿武隈川への合流点                                      | 1.41km    |
| 釈迦堂川 | 上流端 | 須賀川市西川字牛袋171番の1地先の国道橋                  | 1.70km    |
| 釈迦堂川 | 下流端 | 阿武隈川への合流点                                      | 1.70km    |

### 河川管理区間
|            | 管轄区間                                                        | 延長                          |
| ---------- | --------------------------------------------------------------- | ----------------------------- |
| 郡山出張所 | 阿武隈川本川の二本松市移川合流点 - 矢吹町・玉川村うつくしま大橋 | 63.6km                        |
| 郡山出張所 | 原川、釈迦堂川の一部                                            | 67km（延伸区間5.6kmを含める） |
| 伏黒出張所 | 阿武隈川本川の宮城県境から移川合流点                            | 51km                          |
| 伏黒出張所 | 荒川の阿武隈川合流点から地蔵原堰提                              | 13km                          |
| 伏黒出張所 | 広瀬川、摺上川、松川の一部                                      | 68km                          |

### 国道管理区間
|                      | 管轄区間                                   | 延長   |
| -------------------- | ------------------------------------------ | ------ |
| 福島国道維持出張所   | 国道4号 本宮市 - 伊達郡国見町              | 56.7km |
| 福島国道維持出張所   | 国道13号 福島市杉妻町 - 同市森合町         | 1.9km  |
| 栗子国道維持出張所   | 国道13号 福島市森合町 - 山形県米沢市万世町 | 27.2km |
| 栗子国道維持出張所   | 福島市大森 - 福島市北矢野目（福島西道路）  | 7.7km  |
| 東北中央道維持出張所 | 東北中央自動車道の相馬IC - 桑折JCT間       |        |
| 東北中央道維持出張所 | 東北中央自動車道の福島大笹生IC - 米沢北IC  |        |

## 組織
|      |                                             | |            | 担務 |
| ---- | ------------------------------------------- | --- | ---------- | --- |
| 所長 | 事務副所長 河川副所長 道路副所長 品確副所長 | 契約事務管理官 用地対策官 工事品質管理官 事業対策官 保全対策官 建設専門官 用地官 建設監督官 専門調査官 | 総務課     | 事務所の一般受付窓口・職員の福利厚生に関することなどを担当し、事務所の全体調整を担当                        |
| 所長 | 事務副所長 河川副所長 道路副所長 品確副所長 | 契約事務管理官 用地対策官 工事品質管理官 事業対策官 保全対策官 建設専門官 用地官 建設監督官 専門調査官 | 経理課     | 工事や業務委託の契約・支払い、国有財産・物品管理等を担当                                                    |
| 所長 | 事務副所長 河川副所長 道路副所長 品確副所長 | 契約事務管理官 用地対策官 工事品質管理官 事業対策官 保全対策官 建設専門官 用地官 建設監督官 専門調査官 | 用地第一課 | 河川事業（砂防事業を含む）に関する用地調査・交渉・取得業務を担当                                            |
| 所長 | 事務副所長 河川副所長 道路副所長 品確副所長 | 契約事務管理官 用地対策官 工事品質管理官 事業対策官 保全対策官 建設専門官 用地官 建設監督官 専門調査官 | 用地第二課 | 道路事業に関する用地調査・交渉・取得業務を担当                                                              |
| 所長 | 事務副所長 河川副所長 道路副所長 品確副所長 | 契約事務管理官 用地対策官 工事品質管理官 事業対策官 保全対策官 建設専門官 用地官 建設監督官 専門調査官 | 工務第一課 | 河川改修、環境、砂防事業に関する工事・設計の発注業務を担当                                                  |
| 所長 | 事務副所長 河川副所長 道路副所長 品確副所長 | 契約事務管理官 用地対策官 工事品質管理官 事業対策官 保全対策官 建設専門官 用地官 建設監督官 専門調査官 | 工務第二課 | 道路改築事業に関する工事・設計の発注業務を担当                                                              |
| 所長 | 事務副所長 河川副所長 道路副所長 品確副所長 | 契約事務管理官 用地対策官 工事品質管理官 事業対策官 保全対策官 建設専門官 用地官 建設監督官 専門調査官 | 事業対策課 | 大規模災害関連事業に関する工事・設計の発注業務を担当                                                        |
| 所長 | 事務副所長 河川副所長 道路副所長 品確副所長 | 契約事務管理官 用地対策官 工事品質管理官 事業対策官 保全対策官 建設専門官 用地官 建設監督官 専門調査官 | 計画課     | 現場見学・出前講座の受付、広報広聴・地域づくりに関する業務を担当                                            |
| 所長 | 事務副所長 河川副所長 道路副所長 品確副所長 | 契約事務管理官 用地対策官 工事品質管理官 事業対策官 保全対策官 建設専門官 用地官 建設監督官 専門調査官 | 品質確保課 | 工事・業務の発注に関する技術審査業務を担当                                                                  |
| 所長 | 事務副所長 河川副所長 道路副所長 品確副所長 | 契約事務管理官 用地対策官 工事品質管理官 事業対策官 保全対策官 建設専門官 用地官 建設監督官 専門調査官 | 流域治水課 | 河川事業に関する調査・洪水予報・事業計画の業務を担当                                                        |
| 所長 | 事務副所長 河川副所長 道路副所長 品確副所長 | 契約事務管理官 用地対策官 工事品質管理官 事業対策官 保全対策官 建設専門官 用地官 建設監督官 専門調査官 | 調査課     | 道路事業に関する調査・設計の業務を担当                                                                      |
| 所長 | 事務副所長 河川副所長 道路副所長 品確副所長 | 契約事務管理官 用地対策官 工事品質管理官 事業対策官 保全対策官 建設専門官 用地官 建設監督官 専門調査官 | 河川管理課 | 河川法に基づく許認可、河川施設の維持修繕、水質等に関する業務を担当                                          |
| 所長 | 事務副所長 河川副所長 道路副所長 品確副所長 | 契約事務管理官 用地対策官 工事品質管理官 事業対策官 保全対策官 建設専門官 用地官 建設監督官 専門調査官 | 道路管理課 | 道路法に基づく許認可、道路の維持修繕、電線共同溝・交通安全対策事業に係る工事や 設計の発注に関する業務を担当 |
| 所長 | 事務副所長 河川副所長 道路副所長 品確副所長 | 契約事務管理官 用地対策官 工事品質管理官 事業対策官 保全対策官 建設専門官 用地官 建設監督官 専門調査官 | 防災課     | 災害対策機器、建設機械、機械設備、電気通信施設に関する業務を担当                                            |
| 所長 | 事務副所長 河川副所長 道路副所長 品確副所長 | 契約事務管理官 用地対策官 工事品質管理官 事業対策官 保全対策官 建設専門官 用地官 建設監督官 専門調査官 | 施設管理課 | 河川・道路機械設備、災害対策・維持用機械に関する業務を担当                                                  |